# Euchirella truncata
Euchirella truncata är en kräftdjursart som beskrevs av Esterly 1911. Euchirella truncata ingår i släktet Euchirella och familjen Aetideidae. Inga underarter finns listade i Catalogue of Life.